# 사디

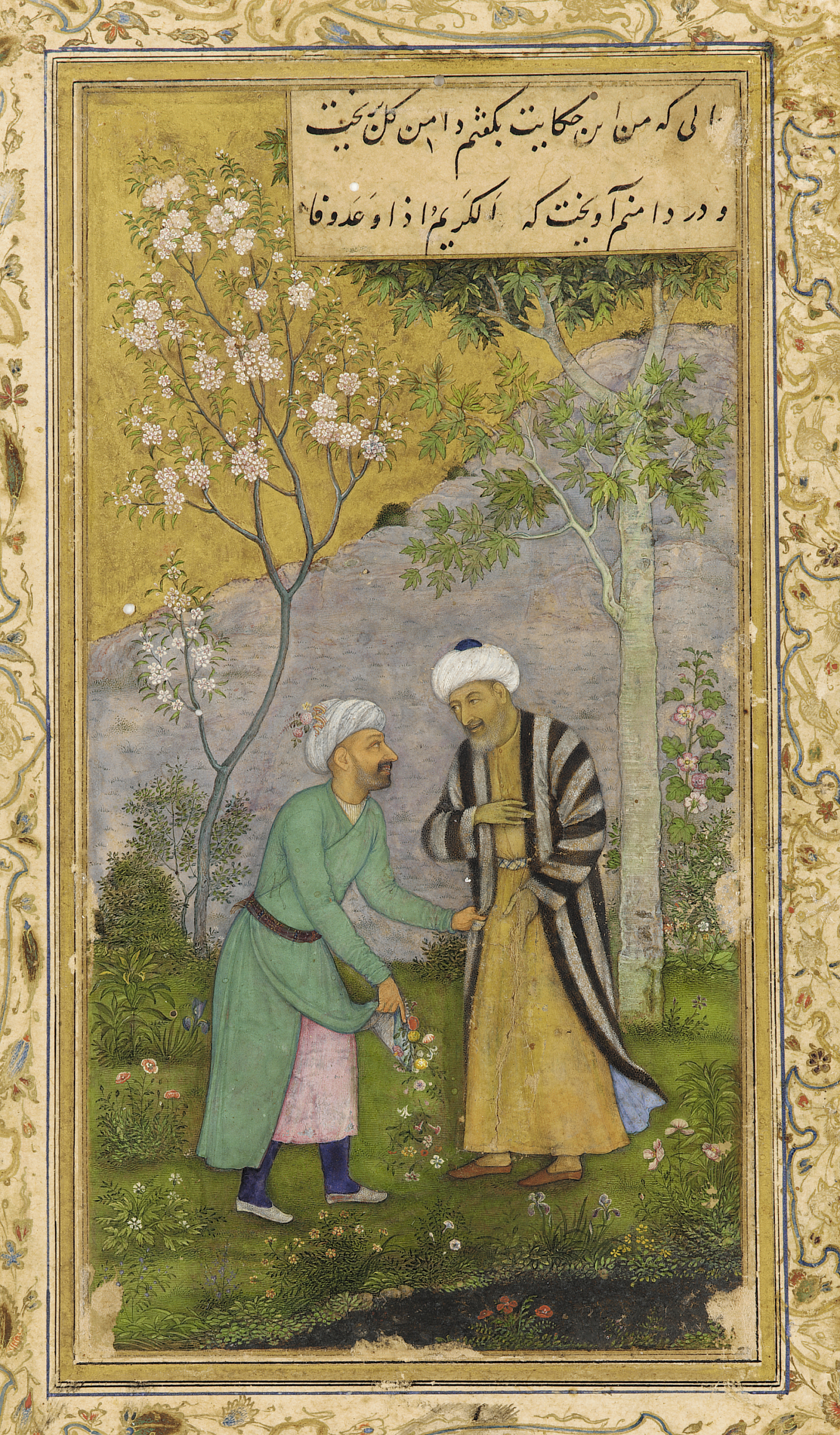
1645년경 굴리스탄에서 제작된 그림에 등장하는 장미원의 사디

사디(1184년 ~ 1291년, 페르시아어: سعدی)는 중세 페르시아의 실천 도덕(實踐道德)의 시인이다. 본명은 아부무하마드 무슬리 알딘 빈 압달라 시라지(페르시아어: ابومحمد مصلح الدین بن عبدالله شیرازی)이다.
시라즈에서 태어나 바그다드의 니자미야 학원(學院)에서 이슬람의 전통적인 학문(學問)을 터득한 후에 신비주의의 길에 들어 약 30년간 이슬람권(圈) 각지를 편력하여 여러 사람과 만나 실천 도덕의 길을 설파하였다. 1256년 고향에 돌아와 여생을 은둔 생활로 보냈다. 2대 걸작 《과수원》과 《장미원》은 깊은 학식과 귀중한 인생의 경험을 기초로 한 실천 도덕을 설명한 교양서로, 전자는 1257년 마스나비 시형에 의한 운문 작품이며 후자는 그 다음해에 씌어져 산문을 주로 하여 많은 시를 싣고 있는 명작이다. 특히 후자는 유명하며 중세 이래 최고의 교양서로서의 지위를 차지함과 동시에 페르시아 산문학의 극치로 평가되고 있다. 문체는 간결·청신하고 해학(諧謔)을 섞어 많은 일화와 격언이 실려 있다. <사디 전집>에는 서정시·송시·만가(挽歌)가 있고 특히 서정시에는 우수한 작품이 많다.

## 같이 보기
- 울라마
- 모하마드 알리 포루기 - 저명한 사디 연구자